# Myrna Loy
Myrna Loy, tên khai sinh Myrna Adele Williams, (2 tháng 8 năm 1905 – 14 tháng 12 năm 1993) là một nữ diễn viên người Mỹ, gốc xứ Wales và Scotland. Vốn là một vũ công nhưng sau vài vai trong phim câm, bà đã tập trung toàn bộ cho sự nghiệp diễn xuất. Thường được vào vai những người đẹp đầy mê hoặc, sự nghiệp của Loy thăng tiến nhanh chóng sau vai diễn Nora Charles trong The Thin Man (1934). Thành công của bà cũng gắn liền với tài tử William Powell với mười bốn bộ phim hai người đóng chung, gồm cả phần tiếp theo của Thin Man.

## Giải thưởng và vinh danh
Năm 1965 bà giành được giải thưởng kịch nghệ Sarah Siddons của sân khấu Chicago. Bà cũng nhận được giải Thành tựu trọn đời từ Trung tâm Kennedy năm 1988.
Mặc dù Loy chưa lần nào được đề cử Oscar nhưng năm 1991 bà được trao giải Oscar danh dự vì những cống hiến của mình đối với ngành công nghiệp điện ảnh.
Myrna Loy được vinh danh bởi một ngôi sao trên Đại lộ danh vọng Hollywood, số 6685 Hollywood Boulevard. Một toà nhà của Sony Pictures Studios, trụ sở hãng MGM, ở thành phố Culver, California mang tên bà để tưởng niệm.
Năm 1991, trung tâm biểu diễn nghệ thuật mang tên Myrna Loy được thành lập ở thành phố Helena, Montana, quê hương của bà.
2 tháng 8 năm 2005, ngày kỉ niệm sinh nhật của Loy, hãng đĩa của Warner Bros phát hành bộ 6 đĩa DVD của phim truyền hình The Thin Man.